# Voie des hêvurlins
La voie des Hêvurlins est une ancienne voie qui relie Herve à la Principauté abbatiale de Stavelot-Malmedy et de là, les foires de Leipzig et de Francfort, la Lorraine et la Bourgogne

## Odonymie
Du nom des marchands de Herve, en alsacien  les haverlings.

## Topographie
La Voie des Herviens, ou plutôt voie des marchands de Herve est un ancien axe commercial qui rejoignait la Voie des Ardennes à Olne.
Cet ancien tronçon permettait aux marchands de Herve de rejoindre par la campagne du Tiyou à Olne, la voie des Ardennes à la Croix-Renard, avant de se diriger par Hansez vers le pont de Fraipont.
Les habitants des villages Roanne, Lierneux, Bodeux, Rahier et La Gleize appellent ainsi la voie des Ardennes qui pour eux se dirige vers Herve où se tient le grand marché.  Elle se sépare de la Voie des Ardennes à la Croix-Renard.

## Marchandises transportées

### Les fromages de Herve
Les marchands herviens vendaient plusieurs sortes de fromages : 
- le remoudou, appelé ainsi parce qu'on utilise le lait qui reste dans le pis de la vache un quart d'heure après la traite ordinaire (du wallon ri moûd' : re-traire)[réf. nécessaire]. Ce fromage pèse de 200 à 500 grammes: lavé avec du sel, il devient piquant, avec du lait, il reste doux. On l'appelle  parfois angelot. Il sert de rente ou de cadeau aux gens influents[3].
- le bizeû, fromage plat et mince, de forme carrée et la makèye – maquée en français régional – sorte de caillebotte ou fromage blanc. Le stofé ou pissè (à Olne) est une makèye séchée que l'on retrempe en hiver. Il se vend aussi un fromage des quatre saisons: on lave avec des jus de plantes et on épice de manières différentes les quatre coins du fromage.[réf. nécessaire]
- Un dernier fromage, appelé simplement fromage de Herve, sert pour le commerce plus lointain, probablement moins affiné[4].

Ce fromage est cité dans les foires de Leipzig et de Francfort au XVIIe siècle où ils les échangent contre des vaches (Hosltein) et en Lorraine, où on appelle les marchands de Herve les haverlings.

### Le bétail
Les Hèvurlins vendent aussi en Bourgogne où ils échangent fromage contre vin. Ils vendent également de la laine, de la houille et échangent des chevaux et des vaches.[réf. nécessaire]